# 238

238(이백삼십팔)은 237보다 크고 239보다 작은 자연수다.

## 수학
- 합성수로, 그 약수는 1, 2, 7, 14, 17, 34, 119, 238이다. 진약수의 합은 194이므로, 238은 부족수다.
- 23번째 쐐기수다. 앞의 쐐기수는 231, 다음 쐐기수는 246이다.
- 14번째 불가촉수다. 앞의 불가촉수는 216, 다음은 246이다.
- 7번째 십삼각수다. 앞의 십삼각수는 171, 다음은 316이다.
- 41 이하의 모든 소수(素數)의 합이다.
- {\displaystyle 69^{2}-1}, {\displaystyle 69^{4}-1}은 238로 나누어떨어진다.

## 과학·기술
- 우라늄-238(U-238): 우라늄의 동위 원소.
- NGC 238: 봉황자리 방향에 있는 나선은하.
- 238 히파티아(영어판): 소행성.
- 코스모스 238호(영어판): 소련의 인공위성.

## 교통

### 철도
- 서울 지하철 2호선 합정역의 역번호.
- 부산 도시철도 2호선 금곡역의 역번호.
- 대구 도시철도 2호선 수성알파시티역의 역번호.

### 도로
- 일본 238번 국도: 홋카이도 아바시리시에서 왓카나이시까지 이어지는 일본의 국도.
- 현도 제238호선

## 군사
- U-238(영어판, 독일어판): 제2차 세계 대전에 사용된 나치 독일의 군용 잠수함.

## 문화유산
- 대한민국의 국보 제238호: 소원화개첩
- 대한민국의 보물 제238호: 백자 박산형뚜껑 향로
- 대한민국의 사적 제238호: 영주 순흥 어숙묘

## 방송
- 지니 TV의 CBS TV 채널 번호.
- B tv 케이블의 미국 방송인 Smithsonian Channel 채널 번호.

## 기타
- 연도: 238년, 기원전 238년